# Nuoto ai Giochi della XVII Olimpiade - 200 metri rana maschili
La competizione dei 200 metri rana maschili di nuoto ai Giochi della XVII Olimpiade si è svolta nei giorni dal 26 al 30 agosto 1960 allo stadio Olimpico del Nuoto di Roma.

## Programma
| Data           | Round        | Note                                |
| -------------- | ------------ | ----------------------------------- |
| 26 agosto 1960 | 6 Batterie   | I migliori 16 tempi alle semifinali |
| 29 agosto 1960 | 2 Semifinali | I migliori 8 tempi alla finale      |
| 30 agosto      | Finale       |                                     |

## Risultati

### Batterie
| Pos. | Atleta             | Nazione          | Tempo  | Posizione Finale |
| ---- | ------------------ | ---------------- | ------ | ---------------- |
| 1    | Bill Mulliken      | Stati Uniti      | 2'38"0 | 1                |
| 2    | Georgij Prokopenko | Unione Sovietica | 2'39"2 | 4                |
| 3    | Gerard Rowlinson   | Gran Bretagna    | 2'45"0 | 22               |
| 4    | Engin Ünal         | Turchia          | 2'49"0 | 27               |
| 5    | Antonio Saloso     | Filippine        | 2'53"3 | 33               |
| -    | László Felkai      | Ungheria         | Squal. |                  |
| -    | Gerald Brauner     | Austria          | Squal. |                  |

| Pos. | Atleta              | Nazione          | Tempo  | Posizione Finale |
| ---- | ------------------- | ---------------- | ------ | ---------------- |
| 1    | Arkadiy Holovchenko | Unione Sovietica | 2'41"0 | 6                |
| 2    | Đorđe Perišić       | Jugoslavia       | 2'41"1 | 7                |
| 3    | Christopher Walkden | Gran Bretagna    | 2'41"5 | 11               |
| 4    | Mihai Mitrofan      | Romania          | 2'41"8 | 13               |
| 5    | Farid Zablith Filho | Brasile          | 2'48"6 | 26               |
| 6    | Roland Boullanger   | Francia          | 2'54"4 | 35               |
| 7    | Nicolas Wildhaber   | Svizzera         | 2'58"7 | 38               |

| Pos. | Atleta             | Nazione     | Tempo  | Posizione Finale |
| ---- | ------------------ | ----------- | ------ | ---------------- |
| 1    | Wieger Mensonides  | Paesi Bassi | 2'39"0 | 2                |
| 2    | Roberto Lazzari    | Italia      | 2'41"2 | 8                |
| 3    | Konrad Enke        | Germania    | 2'44"6 | 21               |
| 4    | Richard Audoly     | Francia     | 2'46"5 | 24               |
| 5    | Pierpaolo Spangaro | Italia      | 2'53"8 | 34               |
| 6    | Anthony Williams   | Ceylon      | 2'59"8 | 39               |

| Pos. | Atleta            | Nazione   | Tempo  | Posizione Finale |
| ---- | ----------------- | --------- | ------ | ---------------- |
| 1    | Isao Masuda       | Giappone  | 2'41"2 | 8                |
| 2    | Terry Gathercole  | Australia | 2'41"7 | 12               |
| 3    | Pekka Lairola     | Finlandia | 2'43"3 | 19               |
| 4    | Bernt Nilsson     | Svezia    | 2'45"7 | 23               |
| 5    | Steve Rabinovitch | Canada    | 2'47"2 | 25               |
| 6    | Laurel Lee        | Taiwan    | 2'52"8 | 30               |
| 7    | Werner Risi       | Svizzera  | 2'56"6 | 37               |

| Pos. | Atleta              | Nazione        | Tempo  | Posizione Finale |
| ---- | ------------------- | -------------- | ------ | ---------------- |
| 1    | Paul Hait           | Stati Uniti    | 2'40"8 | 5                |
| 2    | Andrzej Kłopotowski | Polonia        | 2'41"4 | 10               |
| 3    | György Kunsági      | Ungheria       | 2'42"2 | 14               |
| 4    | Egon Henninger      | Germania       | 2'42"4 | 15               |
| 5    | Vítězslav Svozil    | Cecoslovacchia | 2'42"4 | 15               |
| 6    | Emilio Díaz         | Spagna         | 2'52"9 | 31               |
| 7    | Trương Ke Nhon      | Vietnam        | 2'53"0 | 32               |
| -    | Erny Schweitzer     | Lussemburgo    | Squal. |                  |

| Pos. | Atleta                 | Nazione   | Tempo  | Posizione Finale |
| ---- | ---------------------- | --------- | ------ | ---------------- |
| 1    | Yoshihiko Ōsaki        | Giappone  | 2'39"1 | 3                |
| 2    | Gilbert Desmit         | Belgio    | 2'42"4 | 15               |
| 3    | Tommie Lindström       | Svezia    | 2'42"8 | 18               |
| 4    | William Burton         | Australia | 2'43"9 | 20               |
| 5    | Guillermo Alsina       | Spagna    | 2'51"4 | 28               |
| 6    | Gershon Shefa          | Israele   | 2'51"7 | 29               |
| 7    | Nikolaos Zakharopoulos | Grecia    | 2'56"4 | 36               |

#### Spareggio
| Pos. | Atleta           | Nazione        | Tempo  |
| ---- | ---------------- | -------------- | ------ |
| 1    | Egon Henninger   | Germania       | 2'39"5 |
| 2    | Gilbert Desmit   | Belgio         | 2'41"1 |
| 3    | Vítězslav Svozil | Cecoslovacchia | 2'41"7 |

### Semifinali
| Pos. | Atleta              | Nazione          | Tempo  | Posizione Finale |
| ---- | ------------------- | ---------------- | ------ | ---------------- |
| 1    | Bill Mulliken       | Stati Uniti      | 2'37"2 | 1                |
| 2    | Yoshihiko Ōsaki     | Giappone         | 2'38"2 | 2                |
| 3    | Egon Henninger      | Germania         | 2'38"5 | 3                |
| 4    | Roberto Lazzari     | Italia           | 2'40"3 | 7                |
| 5    | Arkadiy Holovchenko | Unione Sovietica | 2'40"9 | 9                |
| 6    | Mihai Mitrofan      | Romania          | 2'41"6 | 11               |
| 7    | Christopher Walkden | Gran Bretagna    | 2'41"7 | 12               |
| 8    | Đorđe Perišić       | Jugoslavia       | 2'44"2 | 16               |

| Pos. | Atleta              | Nazione          | Tempo  | Posizione Finale |
| ---- | ------------------- | ---------------- | ------ | ---------------- |
| 1    | Terry Gathercole    | Australia        | 2'39"1 | 4                |
| 2    | Wieger Mensonides   | Paesi Bassi      | 2'39"3 | 5                |
| 3    | Paul Hait           | Stati Uniti      | 2'39"6 | 6                |
| 4    | Andrzej Kłopotowski | Polonia          | 2'40"8 | 8                |
| 5    | Georgij Prokopenko  | Unione Sovietica | 2'41"0 | 10               |
| 6    | Gilbert Desmit      | Belgio           | 2'41"8 | 13               |
| 7    | Isao Masuda         | Giappone         | 2'42"3 | 14               |
| 8    | György Kunsági      | Ungheria         | 2'42"4 | 15               |

### Finale
| Pos.    | Atleta              | Nazione     | Tempo  |
| ------- | ------------------- | ----------- | ------ |
| Oro     | Bill Mulliken       | Stati Uniti | 2'37"4 |
| Argento | Yoshihiko Ōsaki     | Giappone    | 2'38"0 |
| Bronzo  | Wieger Mensonides   | Paesi Bassi | 2'39"7 |
| 4       | Egon Henninger      | Germania    | 2'40"1 |
| 5       | Roberto Lazzari     | Italia      | 2'40"1 |
| 6       | Terry Gathercole    | Australia   | 2'40"2 |
| 7       | Andrzej Kłopotowski | Polonia     | 2'41"2 |
| 8       | Paul Hait           | Stati Uniti | 2'41"4 |